# Джон Нортгемптон
Джон Нортгемптон (англ. John Northampton; д/н — 1398) — державний діяч королівства Англія, лорд-мер Лондона в 1381—1382 роках. Відомий також як Джон Комбертон.

## Життєпис
Походив з роду лондонських торгівців Нортгемптонів. Син Томаса Нотгемптона з гільдії торгівців тканинами (входила до «нового патриціату»). 1361 року увійшов до гільдії торгівців тканинами. 1371 року вперше оженився. Після смерті 1375 року (?) пошлюбив представницю роду торгівців Костянтинів, отримавши як посаг значні кошти. Того ж року стає олдерменом в Кордуайнерстрит. 1376 року стає шеріфом Лондонського сіті (до 1377 року). 1376 року під час Доброго парламенту виступав за зміну виборів лорд-мера та олдерменів, де стали проводитися вибори від усіх цехів. 1377 року став прихильником Джона Гонта, герцога Ланкастера, та релігійного реформатора Джона Вікліфа. 1378 року обирається депутатом парламенту від Лондона.
1380 року стає олдерменом в Доугейті. 1381 року скориставшись підтримкою частини олдерменів з гільдії риботоргівців селянського повстання, в результаті якого було захоплено Лондон, Нортгемптон зумів відсторонити від влади лорд-мера Вільяма Волворта. 1382 року задля зміцнення становища в міській раді відсторонив олдерменів Адама Карлайла та Ніколаса Екстона, звинувативши в образі лорд-мера та фламандських торгівців. Нортгемптон зробив міську раду постійно діючим органом, чого до того не було. Після цього впровадив фіксовані ціни на основні харчі, насамперед оселедець, олію та солодощі, а також запровадив карбування фартинга в Лондоні. Потім впроваджувалася низька ціна для голоти при сплаті за церковні ритуали. Слідом видано постанову про заборони розкошів в одязі. Також посилив боротьбу з різними злочинами, зокрема шахрайствами, грабунками, ворожінням. Наступним кроком стало обмеження зловживань риботоргівців при торгівлі рибою в роздріб.
1383 року за підтримки короля знову стає лорд-мером. Потім через своїх прихильників в парламенті Нортгемптон провів прийняття ордонансу, яким заборонялося гільдії риботоргівців мати власну судову владу у місті. Потім створює ради з 20 молодших цехів, сподіваючись за допомогою них здобути повну перемогу над «старим патриціатом».
Але у жовтні 1383 року його суперники зі «старого патриціату» на чолі із Ніколасом Брембром за підтримки Королівської ради зуміли досягти перемоги на виборах лорд-мера і міської ради. 1384 року Нортгемптон планував здійснити заколот проти Брембра, але його було викрито та арештовано. Разом зі своїми прихильниками Джоном Мором і Річардом Норбері засуджено до смертної кари, яку було замінено на ув'язнення 10 років. Утримувався в замку Тінтагель. 1386 року за клопотанням герцога Ланкастера був помилуваний, але йому було заборонено повертатися до Лондона.
1390 року остаточно помилуваний та повернувся до Лондона. 1395 року відновлено у правах громадянина Лондона. Помер у 1398 році і був похований у церкві лікарні Святої Марії де Ельсінгспіталь, Крипплгейт.

## Родина
1. Дружина — Джоанна
дітей не було
2. Дружина — Петронілла, донька Джона Престона
Діти:
- Джеймс